# 沃倫冰原島峰
79°32′S 82°50′W / 79.533°S 82.833°W
沃倫冰原島峰（英語：Warren Nunatak），是南極洲的冰原島峰，位於埃爾斯沃思地，屬於赫里蒂奇嶺的一部分，處於卡普利山以東7公里，美國地質調查局根據測量和該國海軍的空中照片繪入地圖，現時由南極條約體系管理。